# Mülldeponie Ghazipur

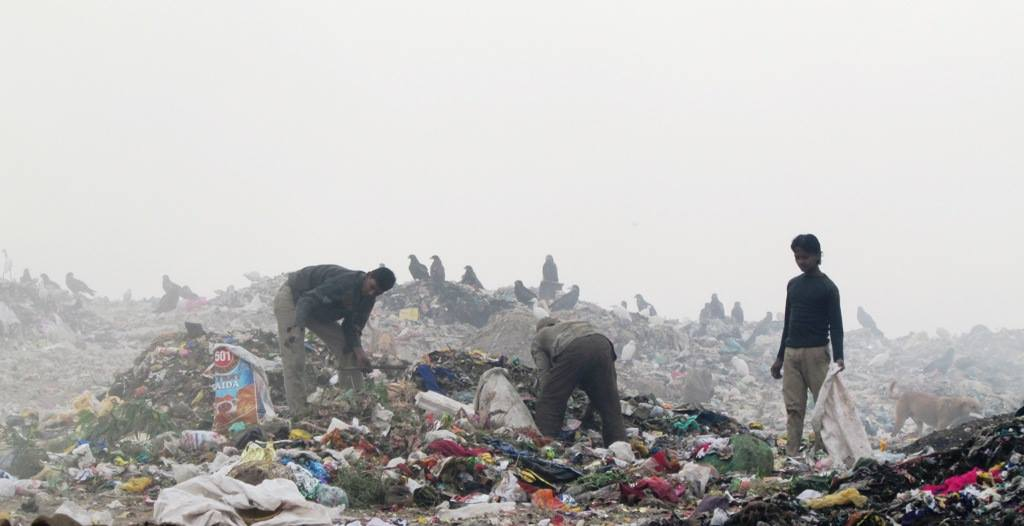
Mülldeponie Ghazipur, 2013

Die Mülldeponie Ghazipur ist eine von vier Mülldeponien der Stadt Delhi. Sie wurde 1984 eröffnet.
Delhi produziert 9000 Tonnen Müll am Tag, wovon 2000 Tonnen hier in Ghazipur im Osten der Metropole deponiert werden. Auf der Deponie lagerten 2018 insgesamt 14 Millionen Tonnen Müll; ihre Höhe betrug 65 m, ihre Fläche 29 ha.
Der Müllberg gefährdet die lokale Bevölkerung durch Emissionen von entzündlichem Methangas und die Vergiftung des Grundwassers durch versickernde Flüssigkeiten. Anwohner klagen über Atemwegsprobleme. Am 1. September 2017 kam es zu einer Haldenrutschung, bei der zwei Menschen umkamen.
Brände von Teilen der Mülldeponie (2022 und 2024) haben ebenfalls Schadstoffe in die Umwelt freigesetzt und die Bevölkerung gefährdet.

## Film
- Maxime Priou, Marin Guillochon, Arthur Rayssiguier: Indien: Der giftige Müllberg von Ghazipur, Arte.[6]